# Via Popilia
Via Popilia je ime dveh antičnih rimskih cest, ki sta se začeli  graditi pod konzulom Publijem Popilijem Laenasom (132 pr. n. št.).
Prva cesta je bila nadaljevanje Viae Flaminiae od Arminija (Rimini) na jadranski obali skozi regijo, v kateri so kasneje nastale Benetke. Po tej cesti se imenuje ena od ulic v Riminiju. Cesta se je navezovala na Vio Aemilio ob robu doline reke Pad in severno Vio Popilio. Iz Riminija je potekala po ozkem obalnem pasu do Ravene (53 km), kjer so se v rimskem času potniki običajno vkrcali na ladjo in odpluli po kanalu do Altina. Od tu so pot nadaljevali po kopnem.
Druga Via Popilia je potekala od Viae Appiae v Kapui do Regia (Reggio Calabria) ob Mesinskem prelivu. Arheologi so odkrili del itinerarja, vgraviranega v kamnito ploščo (Polla), ki bolj podrobno osvetljuje njen potek in zgodovino. Dolga je bila 517 km in je potekala po notranjosti Apeninskega polotoka in ne ob obali.
Na cesti so ostanki najmanj enega rimskega mosta (Ponte sul Savuto).